# Sarmantàievka
Sarmantàievka (en rus: Сармантаевка) és un poble de l'óblast d'Astracan, a Rússia, segons el cens del 2010 tenia 152 habitants.